# Baïkalfinansgroup
 (juin 2011).
Si vous disposez d'ouvrages ou d'articles de référence ou si vous connaissez des sites web de qualité traitant du thème abordé ici, merci de compléter l'article en donnant les références utiles à sa vérifiabilité et en les liant à la section « Notes et références ».
Baïkalfinansgroup  (en russe, Байкалфинансгруп) est un groupe financier de droit russe qui a acheté la filiale Iouganskneftegas de la compagnie pétrolière et gazière russe Ioukos pour 6,975 milliards d'euros, le 19 décembre 2004. Il est contrôlé par Rosneft.

## Histoire
Baïkalfinansgroup est un groupe financier qui a surgi de nulle part, lors de la mise aux enchères de Iouganskneftegas, un des plus gros producteurs de pétrole russe.
Baïkalfinansgroup est enregistrée à Tver, une ville située à 200 kilomètres au nord-ouest de Moscou. Mais elle ne dispose d'aucun numéro de téléphone, et son adresse est celle d'une épicerie.
Quoi qu'il en soit, ce groupe financier a tout de même pu déposer la caution de 1,2 milliard d'euros pour pouvoir participer aux enchères.
La majorité des analystes financiers et des journalistes voient dans Baïkalfinansgroup une opération organisée depuis le Kremlin, avec pour objectif de reprendre le contrôle du secteur énergétique russe.